# Christoffelpark
Der Christoffelpark ist ein Nationalpark auf der Karibikinsel Curaçao innerhalb des Königreichs der Niederlande. Der 1978 eingerichtete Park schützt die Tier- und Pflanzenwelt rund um den namensgebenden Sint-Christoffelberg, der mit 372 Metern die höchste Erhebung der Insel darstellt.

## Geographie

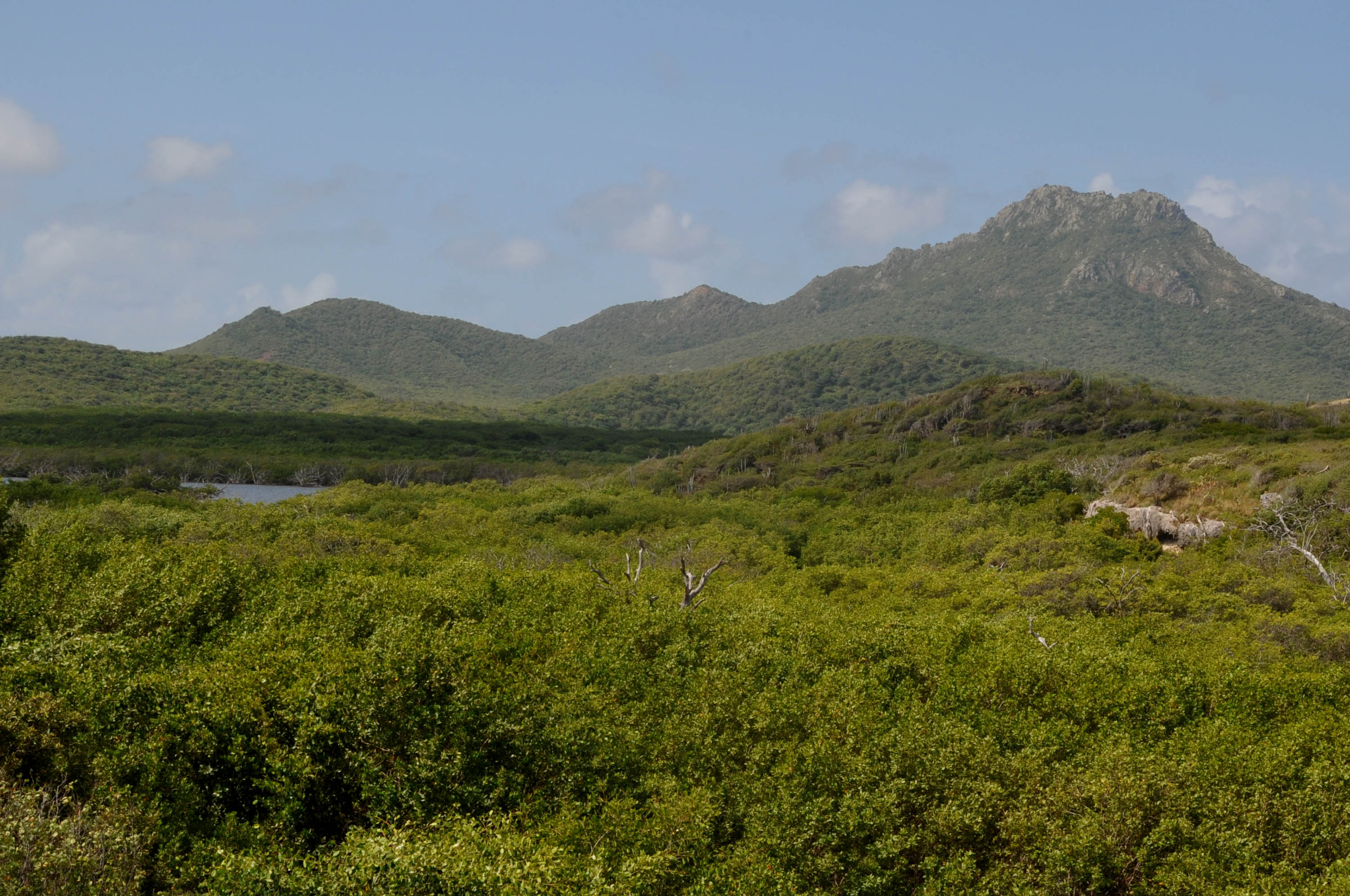
Blick über das Parkgebiet mit dem Sint-Christoffelberg im Hintergrund

Der etwa 2300 Hektar große Nationalpark besteht hauptsächlich aus dem Gebiet der drei ehemaligen Plantagen Zorgvliet, Savonet und Zevenbergen, die sich allesamt im nordwestlichen Ausläufer der Insel befanden und 1969 in Regierungsbesitz kamen. 1972 wurde dieses Gebiet in Vorbereitung der Gründung des Parks an die Verwaltungsorganisation Caribbean Research and Management of Biodiversity (kurz CARMABI) übergeben. Neben den umliegenden Naturgebieten und dem Sint-Christoffelberg gehört auch noch der ehemalige Minenkomplex Newtown zum Parkgebiet. In früheren Zeiten wurde hier in einem Tagebau Mangan abgebaut. Im Norden des Christoffelparks schließt sich unmittelbar der deutlich kleinere Nationalpark Shete Boka an.

## Flora und Fauna
Die Biodiversität des Christoffelparks gilt als die höchste auf den gesamten ABC-Inseln. Der Nationalpark beherbergt eine abwechslungsreiche Landschaft, in der 21 der 22 auf der Insel vorkommenden Vegetationstypen vorkommen. Unter anderem liegt innerhalb der Parkgrenzen eines der letzten größeren zusammenhängenden Gebiete mit lichter Bewaldung. Etwa 50 der hier vorkommenden Pflanzenarten gelten lokal als selten, wobei vier davon für Curaçao und die Nachbarinsel Bonaire als endemisch gelten. Neben den teils mehrere Meter hohen Kakteen sind vor allem die hier vorkommenden Orchideen bemerkenswert: Neben diversen anderen Arten wachsen hier die als sehr selten geltenden Spezies Brassavola nodosa und Myrmecophila humboldtii.
Etwa 170 der insgesamt 250 Exemplare einer nur auf der Insel vorkommenden Unterart des Weißwedelhirschs (Odocoileus virginianus curassavicus) leben ebenso innerhalb des Nationalparks wie die seltene, zu den Vespermäusen gehörende, Art Calomys hummelincki. Des Weiteren wurde der Christoffelpark gemeinsam mit dem Nationalpark Shete Boka als sogenannte „Important Bird Area“ ausgewiesen und gilt somit als bedeutend für den Schutz der hier vorkommenden Vogelarten. Als besonders geschützte Arten mit eingeschränktem Verbreitungsgebiet gelten hier der Weißkinn-Olivtyrann und die Nacktaugentaube. Auch eine Population des Kubaflamingos mit etwa 300 Individuen ist im Nationalpark präsent.

## Tourismus und Sehenswürdigkeiten

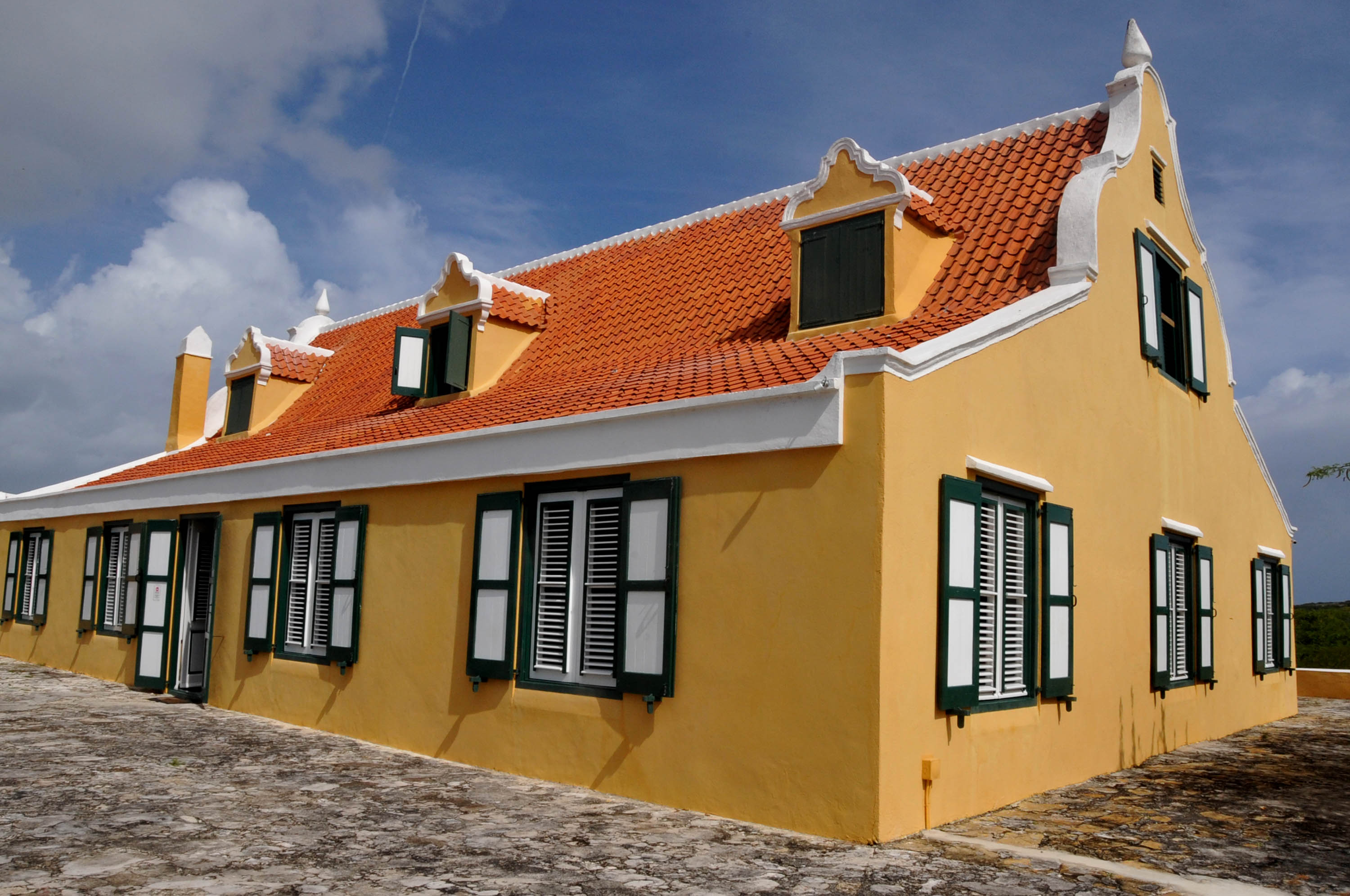
Das ehemalige Landhaus Savonet im Nationalpark beherbergt heute ein Museum

Der Christoffelpark ist bei Touristen beliebt als Ziel von Tagesausflügen und Wanderungen. Er bietet insgesamt acht ausgewiesene Wanderwege unterschiedlicher Schwierigkeit, darunter auch eine als besonders anspruchsvoll geltende Route zum Gipfel des Sint-Christoffelbergs. Des Weiteren werden verschiedene geführte Touren durch den Park angeboten, auf denen die Tier- und Pflanzenwelt beobachtet werden kann. Für den Zugang zum Nationalpark muss eine Gebühr entrichtet werden.
Innerhalb der Grenzen des Nationalparks befindet sich das Savonet Museum Curaçao, das im 2010 restaurierten Landhaus der ehemaligen Plantage eingerichtet wurde. Das Museum vermittelt Besuchern einen Einblick in die Geschichte der Arawak – der Ureinwohner Curaçaos – und thematisiert des Weiteren die Historie der Sklaverei auf den früheren Plantagen der Insel. Die Plantage Savonet ist älteste Plantage der Insel und stammt ursprünglich bereits aus dem Jahr 1640.